# Marian Jaeschke
Marian Stanisław Jaeschke(ur. 12 grudnia 1904 w Tartakowie, zm. 9 lutego 1980 w Łodzi) – polski artysta malarz.

## Życiorys
Marian Jaeschke był synem Ludwika i Marii Jaechke. Ukończył 8-klasowe gimnazjum, szkołę Jarockiego i szkołę Weissa W latach 1924–1929 studiował na Akademii Sztuk Pięknych w Krakowie. Jego nauczycielami byli: W Jarocki i Wojciech Weiss, a także Felicjan Kowarski. Jaeschke przeniósł się w 1929 na ASP w Warszawie, na której uczył się u F. Kowarskiego i Leonarda Pękalskiego.
Jaeschke w Warszawie uzyskał dyplom i uprawnienia pedagoga, działał w grupie Pryzmat, której był współzałożycielem, uczestniczył w wystawach Instytutu Propagandy Sztuki i Związku Zawodowego Polskich Artystów Plastyków, swoje prace wystawiał także Krakowie, Łodzi, Poznaniu. W latach 1936–1939 był nauczycielem rysunku w I Państwowym Gimnazjum i Liceum im. Stefana Batorego w Warszawie. W 1937 uzyskał dyplom z malarstwa i wyjechał na stypendium do Paryża, Drezna i Berlina.
Jeschke w powstaniu warszawskim utracił swój cały artystyczny dorobek, a po zakończeniu walki zbrojnej w 1944 wywieziono go do Niemiec. Po zakończeniu II wojny przebywał w Bambergu, w którym tworzył i wystawiał rysunki w muzeum Alte Hofhaltung. W 1947 powrócił do Polski i zamieszkał w Łodzi, gdzie podjął pracę wykładowcy liternictwa i rysunku w Wyższej Szkoły Sztuk Plastycznych w Łodzi, którą zapewnił mu Leon Ormezowski – pierwszy dyrektor szkoły. Od 1948 Jaeschke uczył malarstwa, a w okresie od 1958 do 1960 sprawował funkcję prorektora uczelni. Następnie został dziekanem Wydziału Tkaniny i Wydziału Ubioru oraz kierownikiem Studium Kształcenia Podstawowego. W 1974 przeszedł na emeryturę jako profesor nadzwyczajny uczelni. Był członkiem Okręgu Łódzkiego Związku Polskich Artystów Plastyków (ZPAP).
Marian Jaeschke zmarł 9 lutego 1980. Jego pogrzeb odbył się 12 lutego 1980 na cmentarzu Doły w Łodzi.

## Sztuka
Marian Jaeschke był przedstawicielem postimpresjonizmu, uprawiał malarstwo kolorystyczne, malował głównie martwe natury, kompozycje, pejzaże oraz portrety. Tworzył również w technice rysunku.
Przed II wojną światową wraz z F. Kowarskim i L. Pękalskim uczestniczył w malowaniu plafonów na Wawelu. Jaeschke uprawiał również malarstwo ścienne, jest współautorem polichromii w kościele Matki Boskiej Zwycięskiej w Łodzi zrealizowanej w latach 1952–1954 (współautorzy: Zdzisław Sikorski i Albin Łubniewicz), był odpowiedzialny za polichromię w nawie głównej oraz sgraffita w nawach bocznych.

## Odznaczenia i nagrody
- Odznaka tytułu honorowego „Zasłużony Nauczyciel Polskiej Rzeczypospolitej Ludowej”,
- Krzyż Kawalerski Orderu Odrodzenia Polski,
- Odznaka „Zasłużony Działacz Kultury”,
- Złoty Krzyż Zasługi,
- Honorowa Odznaka Miasta Łodzi[4],
- Nagroda Miasta Łodzi (1980) za całokształt działalności artystycznej w dziedzinie malarstwa[8],
- Nagroda Ministra Kultkury i Sztuki (2-krotnie[4]),
- Nagroda prezesa rady Ministrów (1937)[9].